# Účtová osnova
Účtová osnova, nebo také směrná účtová osnova, je seznam, na jehož základě sestavuje účetní jednotka svůj účtový rozvrh (seznam účtů, které bude v účetnictví používat). Účtová osnova rozlišuje deset účtových tříd (0–9), které dále dělí do účtových skupin.
První číslice účtu je číslo účtové třídy, druhá účtové skupiny. Účetní jednotka si sama určí číslo syntetického účtu (třetí číslice) a analytické členění účtu (většinou další tři číslice účtu).
Podobu účtové osnovy stanoví vyhláška č. 500/2002 Sb. Používání účtové osnovy upravuje kromě vyhlášky i zákon o účetnictví. Od roku 2003 již účtová osnova neobsahuje čísla syntetických účtů. Většina účetních jednotek nadále používá syntetická čísla účtů podle starší verze účtové osnovy.